# 야마시타 아야카
야마시타 아야카(일본어: 山下 杏也加, 1995년 9월 29일 ~ )는 일본의 여자 축구 선수이다.

## 국가대표팀 경력
그녀는 2015년 EAFF 여자 동아시안컵에 참가할 일본 국가대표팀에 발탁되었으며, 8월 4일 대한민국와의 경기에서 데뷔했다. 2018년 AFC 여자 아시안컵 우승, 2018년 아시안 게임 금메달 획득에 기여했다. 2019년과 2023년 FIFA 여자 월드컵, 2020년 하계 올림픽에도 출전했다.

## 통계
| 일본 | 일본 | 일본 |
| 연도 | 출전 | 득점 |
| ---- | ---- | ---- |
| 2015 | 3    | 0    |
| 2016 | 3    | 0    |
| 2017 | 5    | 0    |
| 2018 | 14   | 0    |
| 2019 | 10   | 0    |
| 2020 | 2    | 0    |
| 2021 | 7    | 0    |
| 2022 | 10   | 0    |
| 2023 | 11   | 0    |
| 2024 | 11   | 0    |
| 통산 | 76   | 0    |